# Diacme
Diacme là một chi bướm đêm thuộc họ Crambidae.

## Các loài
- Diacme adipaloides (Grote & Robinson, 1867)
- Diacme claudialis
- Diacme elealis (Walker, 1859)
- Diacme finitalis (Guenée, 1854)
- Diacme griseicincta (Hampson, 1913)
- Diacme liparalis (Guenée, 1854)
- Diacme mopsalis (Walker, 1859)
- Diacme oriolalis (Guenée, 1854)
- Diacme phyllisalis (Walker, 1859)
- Diacme samealis (Snellen, 1875)